# John S. Foster junior

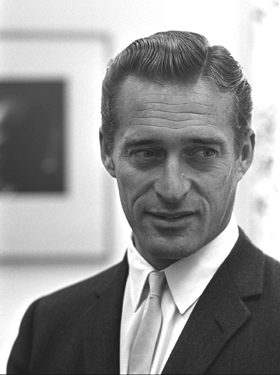
John S. Foster (1966)

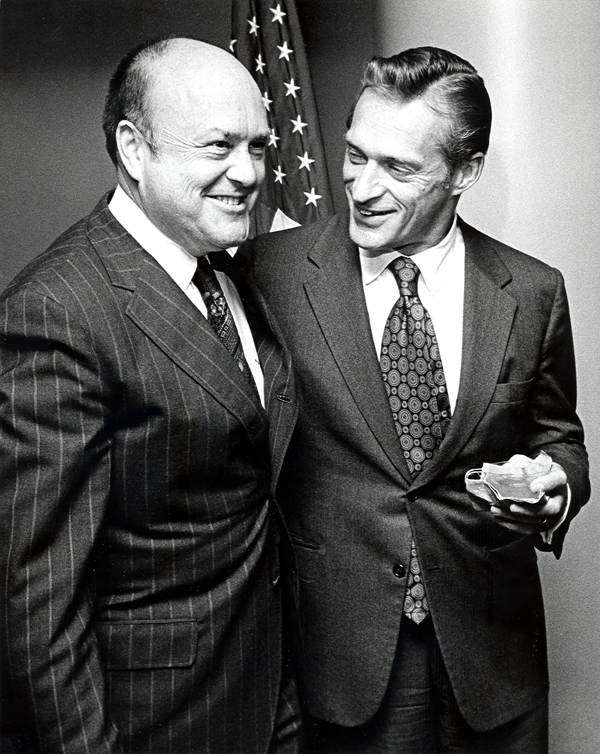
US-Verteidigungsminister Melvin R. Laird und John S. Foster (1972)

John Stuart Foster junior (* 18. September 1922 in New Haven, Connecticut; † 25. April 2025 in Goleta, Kalifornien) war ein kanadisch-US-amerikanischer Physiker.

## Werdegang
Foster wurde als Sohn des kanadischen Physikers John S. Foster senior geboren und studierte an der McGill University, an der auch sein Vater Professor war. 1948 erhielt er seinen Bachelor-Abschluss. Im Zweiten Weltkrieg war er ab 1942 an der Harvard University in der Radarforschung tätig, war 1943/44 Radar-Berater der 15th Air Force im Mittelmeerraum und 1946/47 am kanadischen Atomreaktorprojekt in Chalk River. 1952 wurde er an der University of California, Berkeley, in Physik promoviert. Danach war er am Lawrence Livermore National Laboratory, wo er Abteilungsleiter für Experimentalphysik wurde, 1958 Associate Director und von 1961 bis 1965 Direktor war (und damit verbunden zugleich Associate Director des Lawrence Berkeley National Laboratory). Damals war er maßgeblich in den Aufbau des Nuklearwaffenarsenals der USA involviert.
Von 1965 bis 1973 war er unter den Präsidenten Lyndon B. Johnson und Richard Nixon Director, Defense Research and Engineering, eine hohe Position im US-Verteidigungsministerium. Von 1973 bis 1988 war er Vizepräsident für Wissenschaft und Technologie bei TRW Inc. und danach bis 1994 im Aufsichtsrat. Er war Berater von Northrop Grumman und anderen Technologiefirmen. Von 1973 bis 1990 war er im Foreign Intelligence Advisory Board des US-Präsidenten und lange im Defense Science Board sowie von 1990 bis 1993 dessen Vorsitzender.
Unter der Präsidentschaft von George W. Bush sprach er sich für eine Wiederaufnahme von Kernwaffentests und eine Erneuerung des Nukleararsenals der USA aus.

## Auszeichnungen
- 1960: Ernest-Orlando-Lawrence-Preis
- 1969: Mitglied der National Academy of Engineering
- 1969, 1973, 1993: Distinguished Public Service Medal des US-Verteidigungsministeriums
- 1974: Großes Bundesverdienstkreuz mit Stern
- 1979: Ehrendoktor der University of Missouri
- 1989: Founders Award der National Academy of Engineering
- 1992: Enrico-Fermi-Preis
- Kommandeur der Ehrenlegion